# Юниън (окръг, Индиана)
Вижте пояснителната страница за други значения на Юниън.
Окръг Юниън (на английски: Union County) е окръг в щата Индиана, Съединени американски щати. Площта му е 427 km², а населението е 7087 души (1 април 2020). Административен център е град Либърти.